# Bathytoma oldhami
Bathytoma oldhami é uma espécie de gastrópode da família Borsoniidae.